# Hieracium negoiense
Hieracium negoiense es una especie de planta con flor del género Hieracium, de la familia Asteraceae, orden Asterales.

## Distribución
Hieracium negoiense se distribuye por Rumanía.

## Taxonomía
Fue descrita científicamente por (Ravarut y E. I. Nyárády) Soó.